# Кавія гірська
Кавія гірська, або гірська морська свинка (Cavia tschudii, англ. montane guinea pig) — вид гризунів роду кавія (Cavia) з родини кавієві; імовірний родоначальник кавії свійської («морської свинки»).

## Поширення
Кавія гірська зустрічається на сьогодні в Перу, гірській Болівії, північно-західній Аргентині, північно-східному Чилі на висотах близько 2000 — 4300 м над рівнем моря. Як правило мешкає у вологих місцях з розкиданими скелями і жорсткою рослинністю, у тому числі, й у заболочених районах. Через листя робить проходи. В Аргентині кавія гірська, як повідомляють, живе у норах з кількома входами. Вид присутній як у первинних, так і в порушених місцях проживання.

## Біологія
Кавія гірська досягає в довжину 247 мм. Забарвленість варіює в різних частинах ареалу. Так у кавій з Перу спинне хутро є темно червоно-коричневим, мішане з чорним, а низ темно-сірий вохристий; у кавій з Чилі спинне хутро блідо-коричневе, а низ є світлим; в особин з Болівії спинне хутро є оливкового відтінку, а низ кремово-білий або геть білий.
У неволі вагітність триває 63,3 днів, середній приплід 1,9 (діапазон 1-4), а середній вік першої репродукції становить два місяці.

## Етимологія
Вперше була описана у 1830 році англійським зоологом і письменником Едвардом Тернером Беннеттом. Австрійський зоолог Леопольд Фіцінгер у 1867 році назвав вид на честь барона Йоганна Якоба фон Чуді (1818–1889), швейцарського натураліста, дослідника, лінгвіста і дипломата, який немало років жив у Бразилії, відвідував Чилі, Перу, Болівію та вивчав кавію гірську.